# Клаудио Магрис
Kлаудио Магрис (на италиански: Claudio Magris, роден в Триест на 10 април 1939 г.) е италиански германист, писател и публицист.
Особено място в неговите есета заема културното наследство на някогашната Австро-Унгарска империя. Университетската му специалност е германистика, но интересите и цялостното му академично и литературно творчество са ориентирани към по-общата европеистика.

## Биография
Клаудио Магрис завършва „Германистика“ в университета в Торино и започва да преподава там. След 1978 г. продължава преподавателската си дейност в родния си Триест. През 1994 – 1998 г. е сенатор, избран от републиканската листа в родния си град. Сътрудничи на италианския вестник „Кориере дела сера“, в който известно време има рубрика и публикува есета на различни теми.
„Митът за Хабсбургската империя в австрийската литература“ е тема на докторската му дисертация и основа на първата книга, която публикува. Международно признание обаче му донася есеистичната книга „Дунав“, в която реката служи като символ за цялата европейска култура.
Превежда на италиански творби от Ибсен, Клайст, Бюхнер, Грилпарцер, Шницлер и други.

## Признание
В последните години името на Клаудио Магрис фигурира в списъка на предложенията за Нобелова награда. Той е получил значителен брой награди в различни страни – наградата „Стрега“ (1997 – за романа „Микросветове“), наградата „Еразъм“ (2001), , Наградата на принца на Астурия (2004), Държавната награда на Австрия за европейска литература (2005), наградата „Валтер Халщайн“ (2008), , Наградата за мир на немските книгоразпространители (2009), , наградата „Шарл Вейон“ за есеистика (2009).
Почетен доктор на университета в Клагенфурт (1995) и на Университета Комплутенсе в Мадрид (2006).
През 2001 – 2002 г. води лекционен курс в Колеж дьо Франс под наслова 'Нихилизъм и меланхолия'. Нобелистът от 2010 г., Марио Варгас Льоса, обсъжда разбиранията си за литературата с Магрис, като разговорът им бива издаден в специална брошура.

### Романи
- Illazioni su una sciabola (1984)
- Stadelmann (1988)
- Un altro mare (1991)
  - Другото море. Превод Огнян Стамболиев. Русе: Авангард принт, 2013, 106 с.[16]
- Il Conde (1993)
- Le voci (1995)
- La mostra (2001)
- Alla cieca (2005)
- Lei dunque capirà (2006)

### Есеистика
- Il mito asburgico nella letteratura austriaca moderna (1963)
- Wilhelm Heinse (1968])
- Tre studi su Hoffmann (1969)
- Lontano da dove. Joseph Roth e la tradizione ebraico-orientale (1971)
- L'anarchico al bivio. Intellettuali e politica nel teatro di Dorst (1974), в съавторство с Чезаре Казес
- L'altra ragione. Tre saggi su Hoffmann (1978)
- Dietro le parole (1978)
- Itaca e oltre e Trieste. Un'identità di frontiera (1982), en collaboration avec Angelo Ara
- L'anello di Clarisse. Grande stile e nichilismo nella letteratura moderna (1984)
- Danubio (1986)
  - Дунав: Биографията на една река. Превод Ваньо Попов. Русе: Авангард принт, 2013, 340 с.
- Microcosmi (1997)
- Utopia e disincanto. Saggi 1974 – 1998 (1999)
- L'infinito viaggiare (2005)
- La storia non è finita (2006)
- Alfabeti, 2008
- Livelli di guardia. Note civili (2006 – 2011)
- Nihilisme et mélancolie. Jacobsen et son Niels Lyhne (leçon inaugurale faite le 25 octobre 2001, Collège de France, chaire européenne), Paris: Collège de France, 2001
- Déplacements (френски превод на хроники от вестник Corriere della Sera, 1981 – 2000), Paris, 2003